# قطعنامه ۱۵۰۹ شورای امنیت
قطعنامه  ۱۵۰۹ شورای امنیت سازمان ملل متحد که در تاریخ ۱۹ سپتامبر ۲۰۰۳ تصویب شد، سندی بین‌المللی دربارهٔ بررسی وضعیت در لیبریا است. این قطعنامه طی نشست ۴۸۳۰ام با ۱۵ رای موافق، ۰ مخالف و ۰ ممتنع تصویب شد.